# Devil (motorfiets)
Devil is een Italiaans historisch merk van motorfietsen.
De bedrijfsnaam was: Devil Moto, Milano.
Devil Moto begon in 1953 met de productie van lichte motorfietsen met 125- en 160cc-tweetaktmotoren. Er kwam ook al meteen een triporteur met een 250cc-motor. In 1954 bleef het aanbod vrijwel ongewijzigd, maar in 1955 verschenen nieuwe modellen: de 48cc-tweetakt "Devilino" en voor de in Italië zeer populaire 175cc-categorie een eencilinder met viertaktmotor.
In 1956 verscheen een nieuwe serie tweetakten, maar ook een sportief 125cc-viertaktmotortje. Van de 160cc-tweetakt verscheen een sportversie. William Soncini ontwierp in 1957 de 175 Sport met een dubbele bovenliggende nokkenas, die 15 pk leverde en een topsnelheid van 135 km/uur haalde. De raceversie hiervan kreeg een dubbel ontstekingssysteem. De bovenliggende nokkenassen werden door een koningsas aangedreven en deze machine leverde 20 pk bij 11.000 tpm. Met een druppelstroomlijn was de topsnelheid ongeveer 180 km/uur. De machine was in races geen succes, maar kon ook niet goed doorontwikkeld worden omdat Devil Moto in 1957 ophield te bestaan.